# Санкті-Спірітус (Бадахос)
Санкті-Спірітус (ісп. Sancti-Spíritus) — муніципалітет в Іспанії, у складі автономної спільноти Естремадура, у провінції Бадахос. Населення — 240 осіб (2010).
Муніципалітет розташований на відстані близько 210 км на південний захід від Мадрида, 160 км на схід від Бадахоса.

## Демографія
Динаміка населення (INE ):